# بلاك جاك (فلم 1978)
بلاك جاك هو فيلم درامي إجرامي صدر في الولايات المتحدة الأمريكية عام 1978. كتب جون إيفانز السيناريو وأخرج الفيلم. الفيلم من بطولة توني بيرتون وويليام سميث ودامو كينج وجون ألدرمان .   

## مقدمة
بعد تحريره من السجن ، يبتكر زعيم عصابة من اللصوص ، روي ، خطة شاملة لسرقة أحد الكازينوهات التي تسيطر عليها المافيا في لاس فيغاس . يحاول آندي مايفيلد ( ويليام سميث ) ، رئيس كازينو ، إيقافهم.

## الممثلون
- وليام سميث في دور آندي مايفيلد (يُنسب إلى بيل سميث)
- توني بيرتون في دور تشارلز
- فرانك كريستي في دور جو غرين (يُنسب إلى فرانك ر. كريستي)
- دامو كينج بدور روي كينج
- باريس إيرل في دور أوجينكي
- إرني بانكس بدور "توربو"
- تيد هاريس في دور أكبر
- توم سكوت دور "Teach"
- ديان سومرفيلد بدور نانسي
- أنجيلا ماي بدور فاليري
- جون ألدرمان في دور فيل كاستل
- آلان أوليني كتاجر
- جيرالد وايت في دور رئيس الحفرة
- ساندي كلوري في دور الفتاة الأولى
- فيكي لو مير بدور الفتاة الثانية

## روابط خارجية
- بلاك جاك  في قاعدة بيانات الأفلام على الإنترنت (بالإنجليزية)